# Thomas Thiemann
Thomas Thiemann (* 1967  ) es un físico teórico alemán. Sus estudios se centran en la gravedad cuántica, sobre todo en la gravedad cuántica de lazos. Es profesor en la Universidad de Erlangen-Núremberg .
Thiemann recibió su doctorado en 1994 en la Universidad Técnica de Aquisgrán bajo la dirección de Hans A. Kastrup (Sobre la cuantización canónica de la gravitación en el contexto del formalismo de Ashtekar ) y luego estuvo dos años como estudiante de posdoctorado en la Universidad Estatal de Pensilvania (con Abhay Ashtekar) y la Universidad de Harvard . En 2000 se habilita en la Universidad de Potsdam (Formulación matemática de las ecuaciones cuánticas de Einstein ). Desde 1997 fue líder de grupo en el Instituto Max Planck de Física Gravitacional en Golm y desde 2003 fue profesor en el Instituto Perimeter y Profesor Asociado en la Universidad de Waterloo antes de convertirse en profesor en Erlangen en 2009. Dirige el Instituto de Gravedad Cuántica de dicha universidad.
En 2005 fue profesor invitado en la Universidad Normal de Pekín.
Es conocido por sus importantes contribuciones a la teoría de la gravedad cuántica de bucles y su formulación matemática.

## Libros
- Modern Canonical Quantum Gravity Theories, Cambridge University Press 2007
- Introduction to Modern Canonical Quantum General Relativity, 2001, Habilitation
- Lectures on Loop Quantum Gravity, Lecture Notes in Physics, Band 631, 2003, S. 41–135
- Loop Quantum Gravity. An Inside View, Lecture Notes in Physics, Band 721, 2007, S. 185–263
- Schleifenquantengravitation- auf der Suche nach dem Heiligen Gral, Physik in unserer Zeit, Band 39, 2008, Nr. 3

## Enlaces web
- Página personal en la Universidad de Erlangen